# 克林顿总统任期
比尔·克林顿是美国第42任总统，任期从1993年1月20日首次就职开始，到2001年1月20日结束。克林顿是来自阿肯色州的民主党人，他在1992年的总统选举中击败共和党时任总统乔治·H·W·布什和独立商人罗斯·佩罗后就任。四年后的1996年总统选举中，获得连任。克林顿连任两届，接任者是共和党人乔治·W·布什。